# Áslaug Arna Sigurbjörnsdóttir
Áslaug Arna Sigurbjörnsdóttir, née le 30 novembre 1990, est une femme politique islandaise qui est membre de l'Althing (parlement islandais) pour la circonscription de Reykjavík Nord depuis 2016.
Elle est également secrétaire du Parti de l'indépendance de 2015 à 2019. En septembre 2019, elle a été nommée ministre de la Justice.

## Éducation et vie professionnelle
Áslaug est née à Reykjavík et y a vécu toute sa vie. Elle est diplômée de l'Université d'Islande en 2015 avec une licence en droit . Elle obtient son baccalauréat en droit de la même université en 2017 pour une thèse sur les référendums et leur impact juridique sur la gouvernance démocratique.
Parallèlement à ses études, Áslaug travaille comme reporter pour le journal Morgunblaðið et son site Internet mbl.is, policier pour le département de police de la région sud de l'Islande, stagiaire pour le cabinet juridique Juris et (brièvement) pêcheuse.

## Carrière politique
Áslaug Arna Sigurbjörnsdóttir est présidente du mouvement des jeunes du parti indépendantiste à Reykjavík de 2011 à 2013. En octobre 2015, elle se présente au poste de secrétaire du parti indépendantiste contre le secrétaire de l'époque, Guðlaugur Þór Þórðarson. Après qu'elle a déclaré son intérêt pour le poste, Guðlaugur décide de se retirer. Elle est élue nouvelle secrétaire du Parti de l'indépendance et reçoit 91,9% des suffrages exprimés.
Lors des élections de 2016, elle est élue au parlement pour la circonscription de Reykjavík Nord et de nouveau aux élections de 2017. À partir de 2017, elle est vice-présidente du groupe parlementaire du Parti de l'indépendance. Elle est présidente de la commission des affaires étrangères 2017-2019 et présidente de la délégation islandaise auprès de l'Union interparlementaire (UIP).
Le 2 mars 2025, elle est battue de 19 votes par Guðrún Hafsteinsdóttir aux élections internes pour diriger le Parti de l'indépendance.

## Vie privée
La mère de Áslaug Arna Sigurbjörnsdóttir, Kristín Steinarsdóttir, est enseignante, décédée d'un cancer en 2012. Son père, Sigurbjörn Magnússon, est avocat à la Cour suprême. Elle a deux frères et sœurs.